# (34703) 2001 OZ67
2001 OZ67 (asteroide 34703) é um asteroide da cintura principal. Possui uma excentricidade de 0.16856640 e uma inclinação de 1.97532º.
Este asteroide foi descoberto no dia 16 de julho de 2001 por LONEOS em Anderson Mesa.